# 오노촌 (아키타현 오가치군)
오노촌(小野村)은 아키타현 오가치군에 있던 촌이다. 현재의 유자와시 남부, 오우 본선 요코보리역의 북서쪽에서 남동쪽에 걸친 구역에 해당한다.

## 역사
- 1889년 4월 1일 - 정촌제 시행에 의해 3촌의 구역으로 성립하였다.
- 1955년 7월 25일 - 오가치정에 편입해, 동일 오노촌이 폐지되었다.

## 교통

### 철도
- 일본국유철도 오우 본선

### 도로
- 국도 13호선